# Nogometni Klub Bonifika Izola
Il Nogometni Klub Bonifika Izola, noto anche come Bonifika Izola, è  stata una squadra di calcio di Isola d'Istria, in Slovenia. 
Il club è stato fondato nel 2008 dalla fusione tra il secondo club di Capodistria, il SC Bonifika, e lo storico club di Isola, il MNK Izola.
Il SC Bonifika era stato fondato nel 2004 e fino al 2007 giocava a Capodistria. Al termine della stagione 2005-2006 conquistò la promozione in 2. SNL, la seconda lega slovena. Nelle due stagioni successive il club sfiorò per ben due volte la promozione nella Prva Liga, perdendo in entrambi i casi lo spareggio con la penultima del massimo campionato. Nel 2007 il sodalizio ha preferito spostarsi da Capodistria nella vicina Isola, fondendosi col club locale l'anno successivo.
Con la ripresa del campionato 2008-09 in primavera, il club si è spostato a Sesana, ma si è ritirato dal campionato dopo solo un incontro.

## Palmarès

### Altri piazzamenti
- Druga slovenska nogometna liga:

Secondo posto: 2006-2007, 2007-2008